# Bertren
Bertren est une commune française située dans l'est du département des Hautes-Pyrénées, en région Occitanie. Sur le plan historique et culturel, la commune est dans le pays de Comminges, correspondant à l’ancien comté de Comminges, circonscription de la province de Gascogne située sur les départements actuels du Gers, de la Haute-Garonne, des Hautes-Pyrénées et de l'Ariège.
Exposée à un climat de montagne, elle est drainée par la Garonne. La commune possède un patrimoine naturel remarquable : un site Natura 2000 (« Garonne, Ariège, Hers, Salat, Pique et Neste »), un espace protégé (« la Garonne, l'Ariège, l'Hers Vif et le Salat ») et quatre zones naturelles d'intérêt écologique, faunistique et floristique.
Bertren est une commune rurale qui compte 155 habitants en 2022..
Ses habitants sont appelés les Bertrenois.

## Géographie

### Localisation
La commune de Bertren se trouve dans le département des Hautes-Pyrénées, en région Occitanie.
Elle se situe à 51 km à vol d'oiseau de Tarbes, préfecture du département, à 39 km de Bagnères-de-Bigorre, sous-préfecture, et à 23 km de Lannemezan, bureau centralisateur du canton de la Vallée de la Barousse dont dépend la commune depuis 2015 pour les élections départementales.
La commune fait en outre partie du bassin de vie de Montréjeau.
Les communes les plus proches sont :
Luscan (1,4 km), Galié (1,8 km), Ilheu (1,9 km), Izaourt (2,3 km), Samuran (2,4 km), Bagiry (2,6 km), Mont-de-Galié (2,6 km), Loures-Barousse (2,9 km).
Sur le plan historique et culturel, Bertren à des origines gallo-romaines comme petit fort de surveillance dans le goulet Luscan-Izaourt-Bertren. Il a toujours fait partie de la Vallée de Barousse au sein tout d'abord de la Marche des Convenes créée par Charlemagne puis à son deces, par démembrement et héritages du comté de Bigorre puis du comté d'Aure et enfin de la vicomte de Labarthe avec trois autres vallées : Aure, Neste, Magoac.
Après un passage dans le comté d'Armagnac, Louis XI l'annexa au royaume de France sous la dénomination de "Pays d'Etat des Quatre-Vallées".
Par le hasard de l'histoire des diverses querelles de petits et grands seigneurs, la paroisse passa au Moyen Âge mais sur un court temps, dans l'escarcelle du seigneur des Frontignes avec Bagiry et Siradan. Bertren et Siradan revinrent très vite en Barousse mais Bagiry préféra rester sous la tutelle du Comminges. Bertren resta un très petit village à l'intérieur de son enceinte médiévale et autour de son castet jusqu'au XVIIIeme siècle. La route royale créée par d'Etigny le fit se développer avec la construction par l'administration des Transports, d'un relais de poste et de chevaux démoli en 2021.
Sources très intéressantes à consulter sur l'histoire de la Barousse et des Quatre-Vallées :
- Revue de Comminges depuis la création de la Revue au XIXeme siècle,
- Jean-Léonard Pêne : la Barousse son histoire et ses mœurs,
- Armand Sarramon : les Quatre-Vallées.
|                | Izaourt                | Luscan (Haute-Garonne) |
| Anla           | Bertren                |                        |
| Ilheu, Samuran | Bagiry (Haute-Garonne) | Galié (Haute-Garonne)  |

La commune n'est limitrophe de Samuran que par un quadripoint selon le cadastre,, ou environ 50 mètres selon la carte topographique IGN.

### Hydrographie
La commune est dans le bassin versant de la Garonne, au sein du bassin hydrographique Adour-Garonne. Elle est drainée par la Garonne, constituant un réseau hydrographique de 1 km de longueur totale,.
La Garonne est un fleuve principalement français prenant sa source en Espagne et qui coule sur 529 km avant de se jeter dans l’océan Atlantique.

### Climat
La commune jouit d'un climat montagnard caractérisé par des étés doux (température moyenne de 25 °C) et des périodes de beaux temps. Parfois des orages éclatent sous forme de fortes averses, imprévues et violentes. Quant aux hivers, ils sont frais ou froids avec des températures de 3 °C en moyenne, et souvent humides avec de fréquentes dépressions en provenance de l'Atlantique amenant de la pluie.
| Mois                              | jan.  | fév.  | mars  | avril | mai   | juin  | jui.  | août  | sep.  | oct.  | nov.  | déc.  | année   |
| --------------------------------- | ----- | ----- | ----- | ----- | ----- | ----- | ----- | ----- | ----- | ----- | ----- | ----- | ------- |
| Température minimale moyenne (°C) | 1     | 2     | 4     | 6     | 9     | 13    | 15    | 15    | 12    | 9     | 4     | 2     | 7,7     |
| Température moyenne (°C)          | 5,2   | 5,6   | 8,4   | 10,1  | 13,8  | 17,8  | 18,6  | 18,8  | 16,4  | 13,5  | 7,5   | 5,5   | 11,8    |
| Température maximale moyenne (°C) | 10    | 11    | 14    | 15    | 19    | 22    | 25    | 25    | 23    | 19    | 14    | 11    | 17,3    |
| Ensoleillement (h)                | 108,8 | 118,8 | 155,6 | 157,2 | 181,3 | 191,5 | 215,5 | 196,4 | 194,5 | 164,4 | 124,4 | 104,4 | 1 912,8 |
| Précipitations (mm)               | 98,6  | 63,3  | 99    | 108,2 | 137   | 87,1  | 72,6  | 70,5  | 69,5  | 81,9  | 101,4 | 97,4  | 1 086   |

### Milieux naturels et biodiversité

#### Espaces protégés
La protection réglementaire est le mode d’intervention le plus fort pour préserver des espaces naturels remarquables et leur biodiversité associée,.
Dans ce cadre, la commune fait partie.
Un espace protégé est présent sur la commune :
« la Garonne, l'Ariège, l'Hers Vif et le Salat », objet d'un arrêté de protection de biotope, d'une superficie de 1 658,7 ha.

#### Réseau Natura 2000

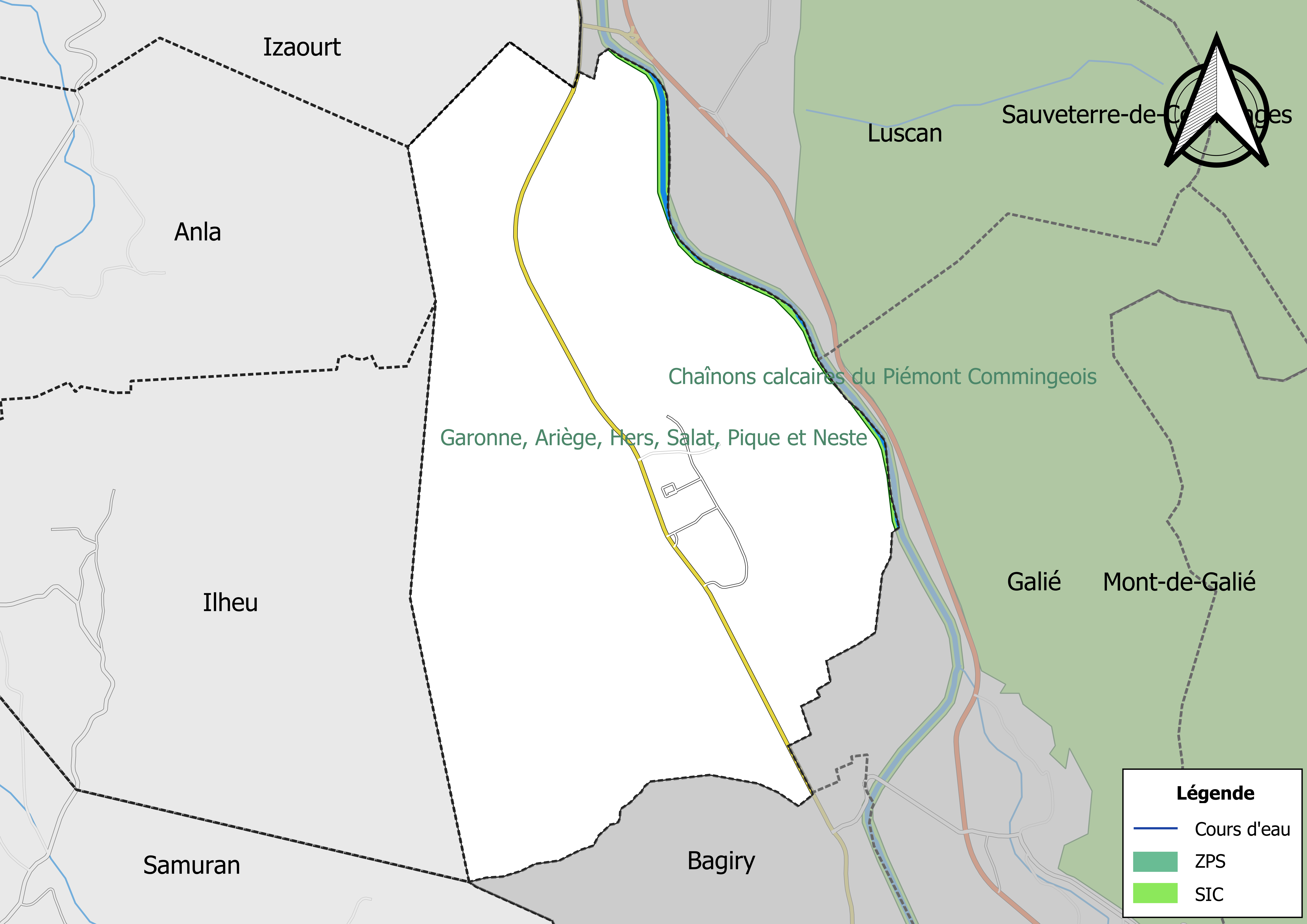
Site Natura 2000 sur le territoire communal.

Le réseau Natura 2000 est un réseau écologique européen de sites naturels d'intérêt écologique élaboré à partir des Directives « Habitats » et « Oiseaux », constitué de zones spéciales de conservation (ZSC) et de zones de protection spéciale (ZPS).
Un site Natura 2000 a été défini sur la commune au titre de la « directive Habitats » : « garonne, Ariège, Hers, Salat, Pique et Neste », d'une superficie de 9 581 ha, un réseau hydrographique pour les poissons migrateurs (zones de frayères actives et potentielles importantes pour le Saumon en particulier qui fait l'objet d'alevinages réguliers et dont des adultes atteignent déjà Foix sur l'Ariège.

#### Zones naturelles d'intérêt écologique, faunistique et floristique
L’inventaire des zones naturelles d'intérêt écologique, faunistique et floristique (ZNIEFF) a pour objectif de réaliser une couverture des zones les plus intéressantes sur le plan écologique, essentiellement dans la perspective d’améliorer la connaissance du patrimoine naturel national et de fournir aux différents décideurs un outil d’aide à la prise en compte de l’environnement dans l’aménagement du territoire.
Deux ZNIEFF de type 1 sont recensées sur la commune :
« la Garonne de la frontière franco-espagnole jusqu'à Montréjeau » (469 ha), couvrant 38 communes dont 28 dans la Haute-Garonne et dix dans les Hautes-Pyrénées et les « rochers calcaires et milieux associés du Mail de Maubourg à la montagne de Gert » (1 354 ha), couvrant 11 communes dont une dans la Haute-Garonne et dix dans les Hautes-Pyrénées et deux ZNIEFF de type 2, :
- les « Garonne amont, Pique et Neste » (1 788 ha), couvrant 112 communes dont 42 dans la Haute-Garonne et 70 dans les Hautes-Pyrénées[21] ;
- les « montagnes sèches et rocheuses en rives gauche et droite de l'Ourse et à Saint-Bertrand-de-Comminges » (5 147 ha), couvrant 24 communes dont deux dans la Haute-Garonne et 22 dans les Hautes-Pyrénées[22].

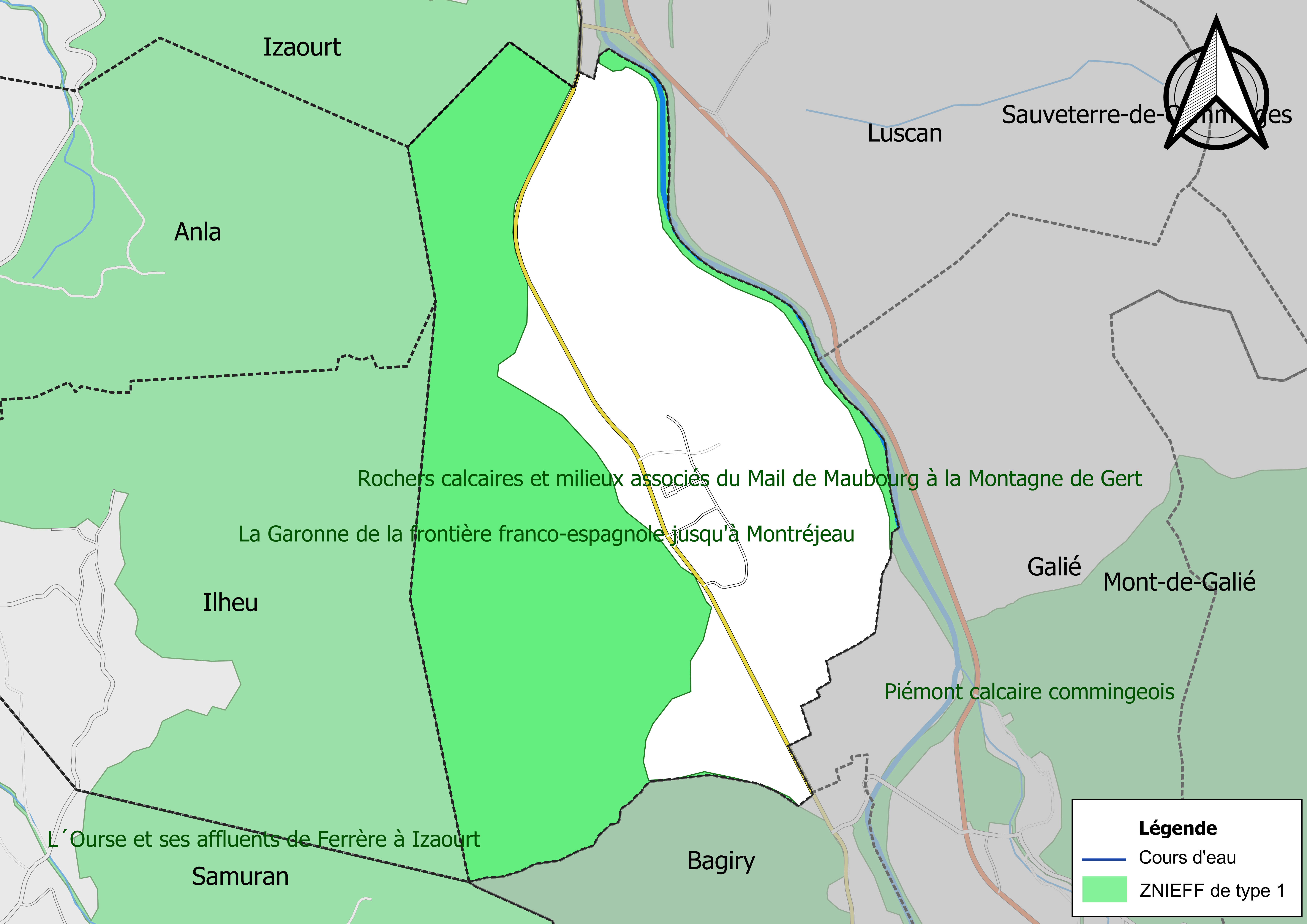
Carte des ZNIEFF de type 1 sur la commune.
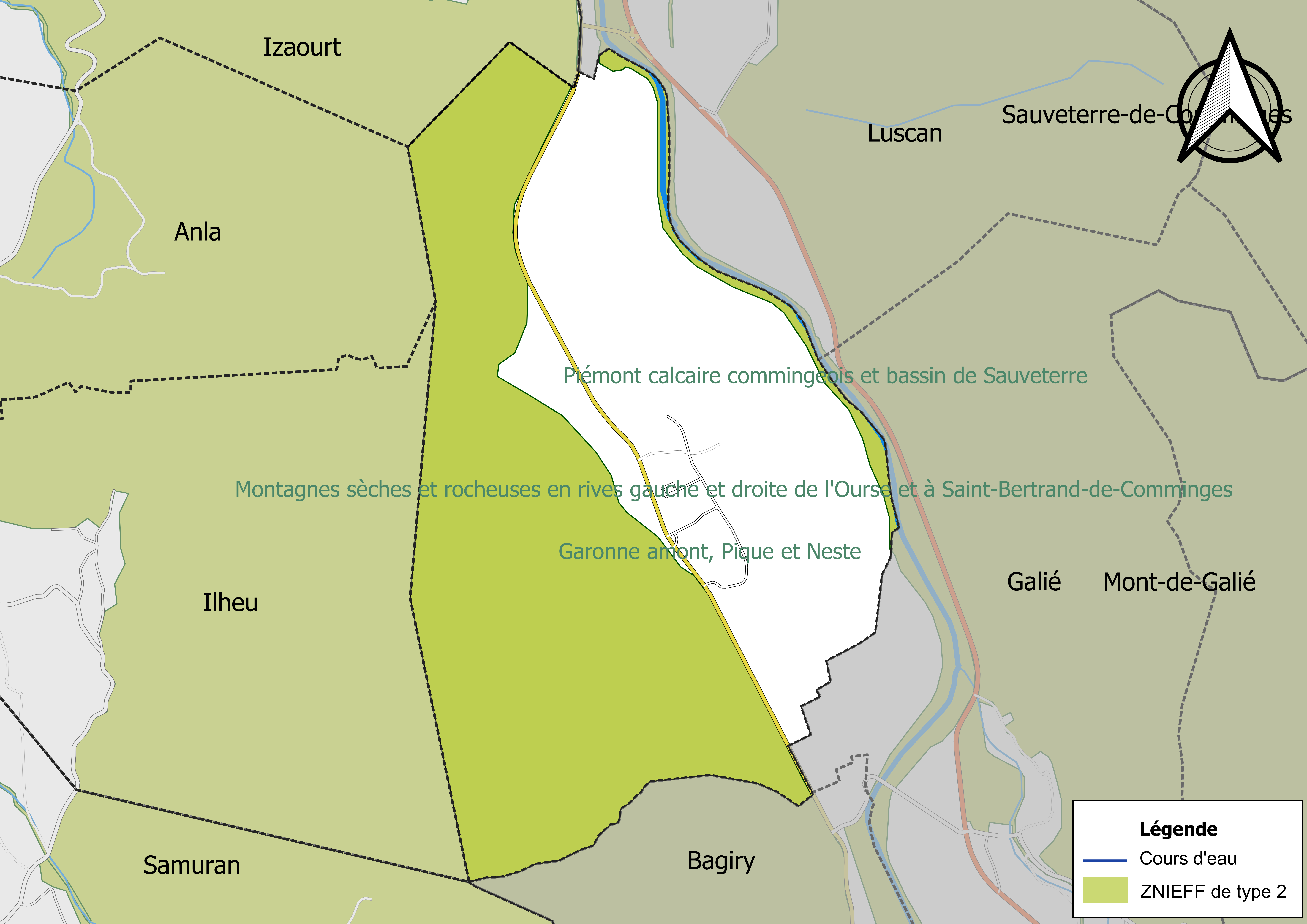
Carte des ZNIEFF de type 2 sur la commune.

## Urbanisme

### Typologie
Au 1er janvier 2024, Bertren est catégorisée commune rurale à habitat très dispersé, selon la nouvelle grille communale de densité à sept niveaux définie par l'Insee en 2022.
Elle est située hors unité urbaine et hors attraction des villes,.

### Occupation des sols
L'occupation des sols de la commune, telle qu'elle ressort de la base de données européenne d’occupation biophysique des sols Corine Land Cover (CLC), est marquée par l'importance des forêts et milieux semi-naturels (50,8 % en 2018), une proportion sensiblement équivalente à celle de 1990 (50,3 %). La répartition détaillée en 2018 est la suivante :
forêts (50,8 %), zones agricoles hétérogènes (36,8 %), zones urbanisées (11,8 %), prairies (0,6 %).
L'IGN met par ailleurs à disposition un outil en ligne permettant de comparer l’évolution dans le temps de l’occupation des sols de la commune (ou de territoires à des échelles différentes). Plusieurs époques sont accessibles sous forme de cartes ou photos aériennes : la carte de Cassini (XVIIIe siècle), la carte d'état-major (1820-1866) et la période actuelle (1950 à aujourd'hui).

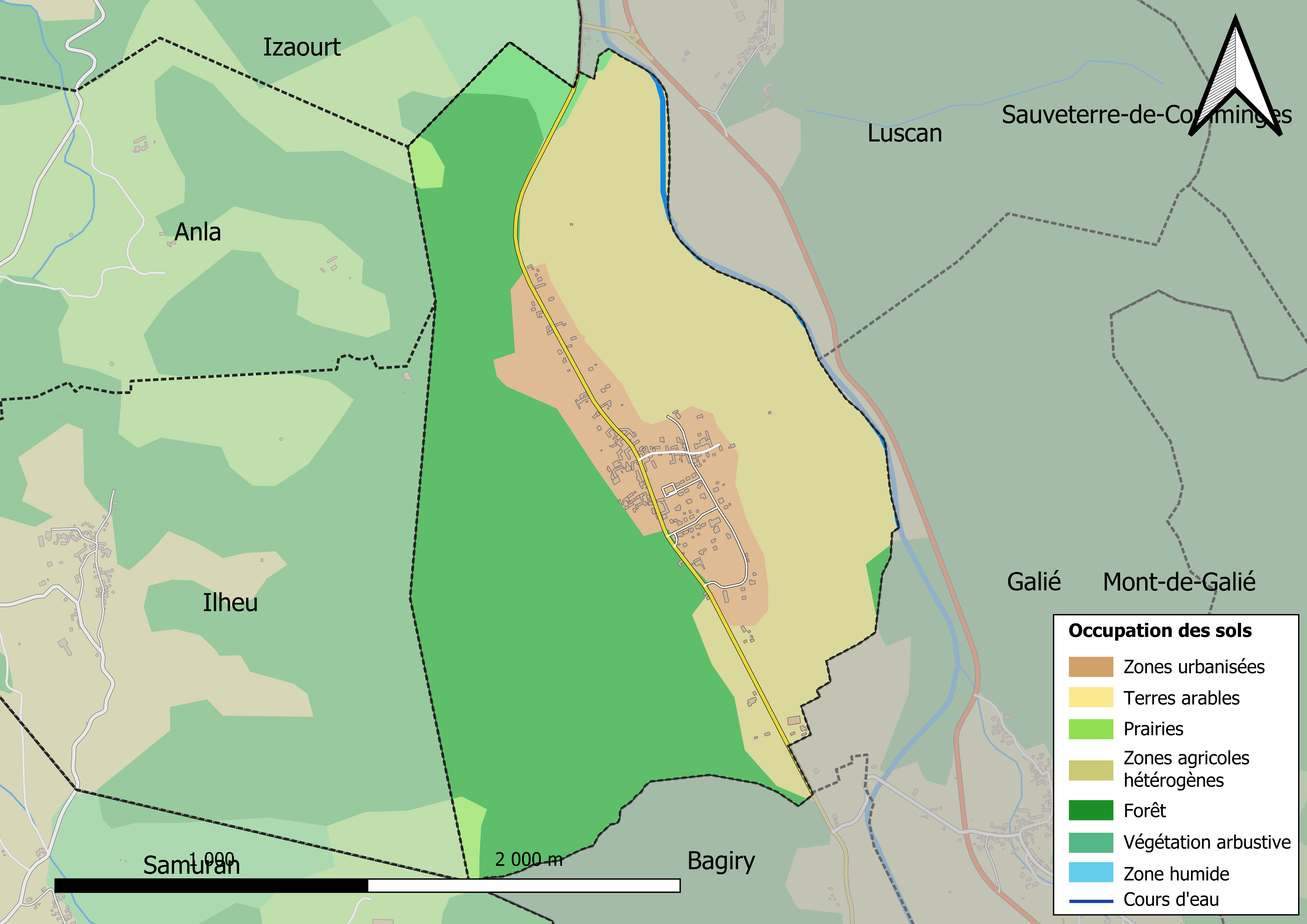
Carte des infrastructures et de l'occupation des sols en 2018 (CLC) de la commune.
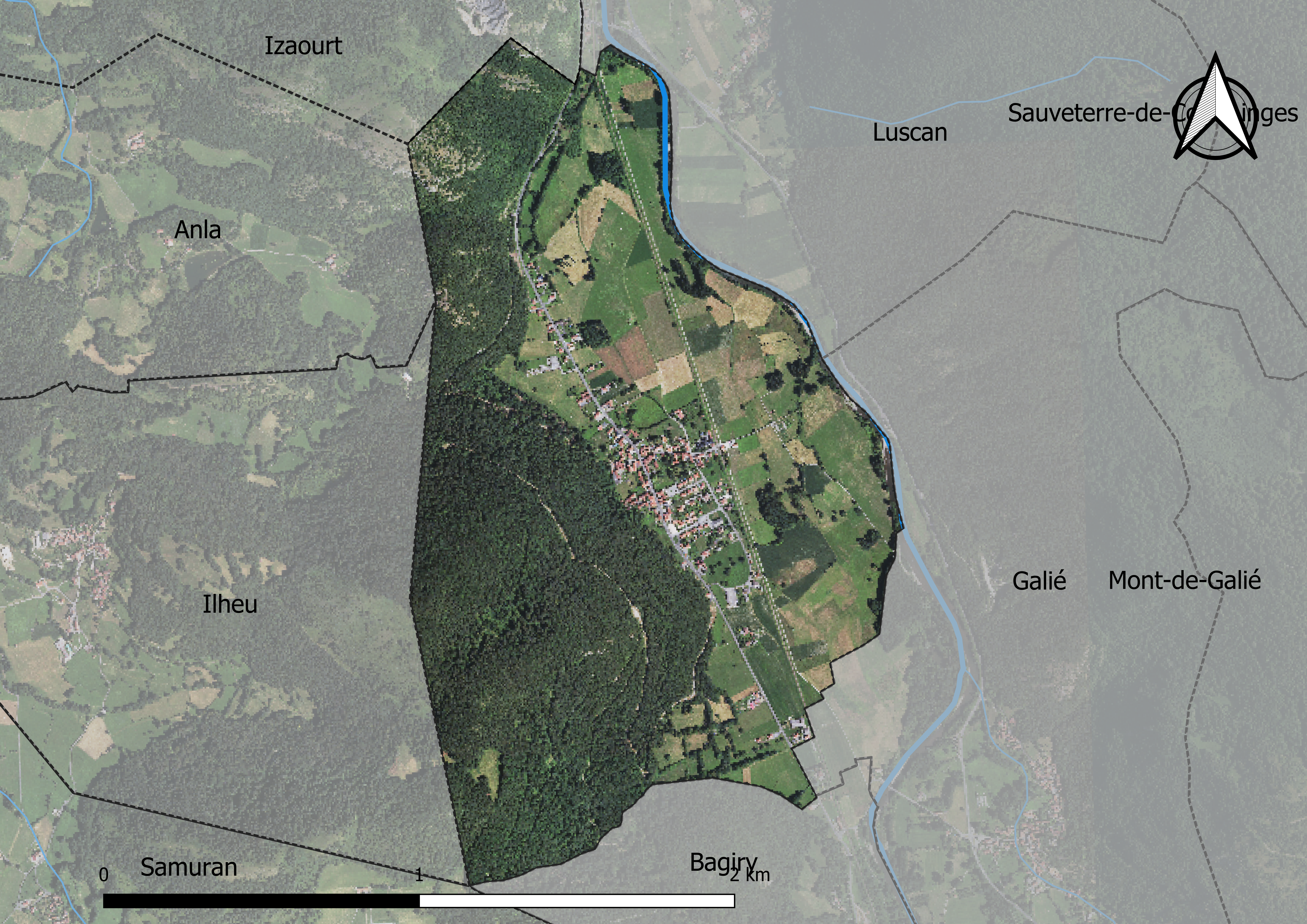
Carte orthophotogrammétrique de la commune.

### Logement
En 2012, le nombre total de logements dans la commune est de 109.
Parmi ces logements, 72.7 % sont des résidences principales, 12.2 % des résidences secondaires et 15.1 % des logements vacants.

### Voies de communication et transports
Cette commune est desservie par la route départementale D 825.

Sélection de vues des passages à niveau de la ligne de Montréjeau - Gourdan-Polignan à Luchon.
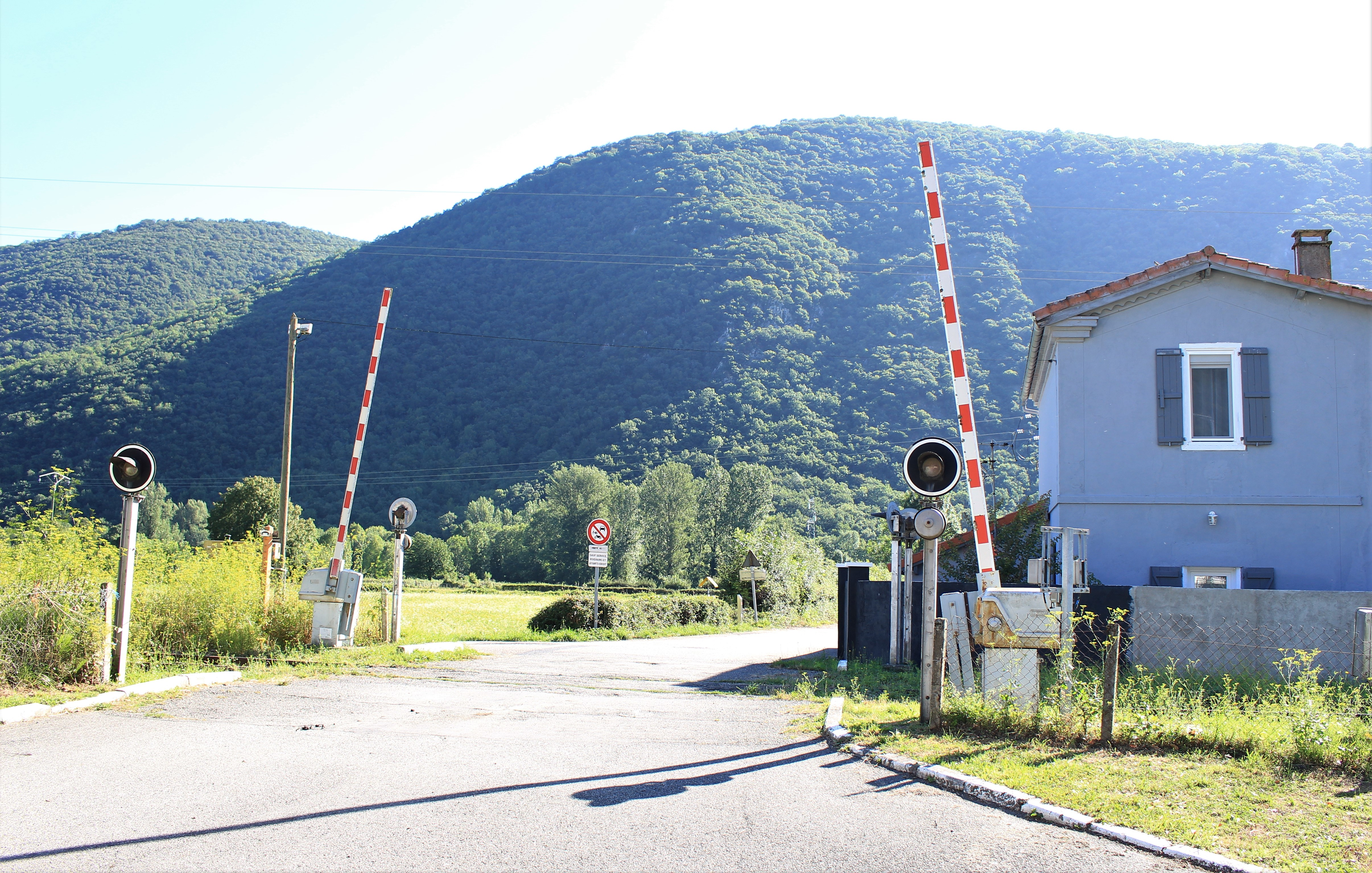
PN 10.
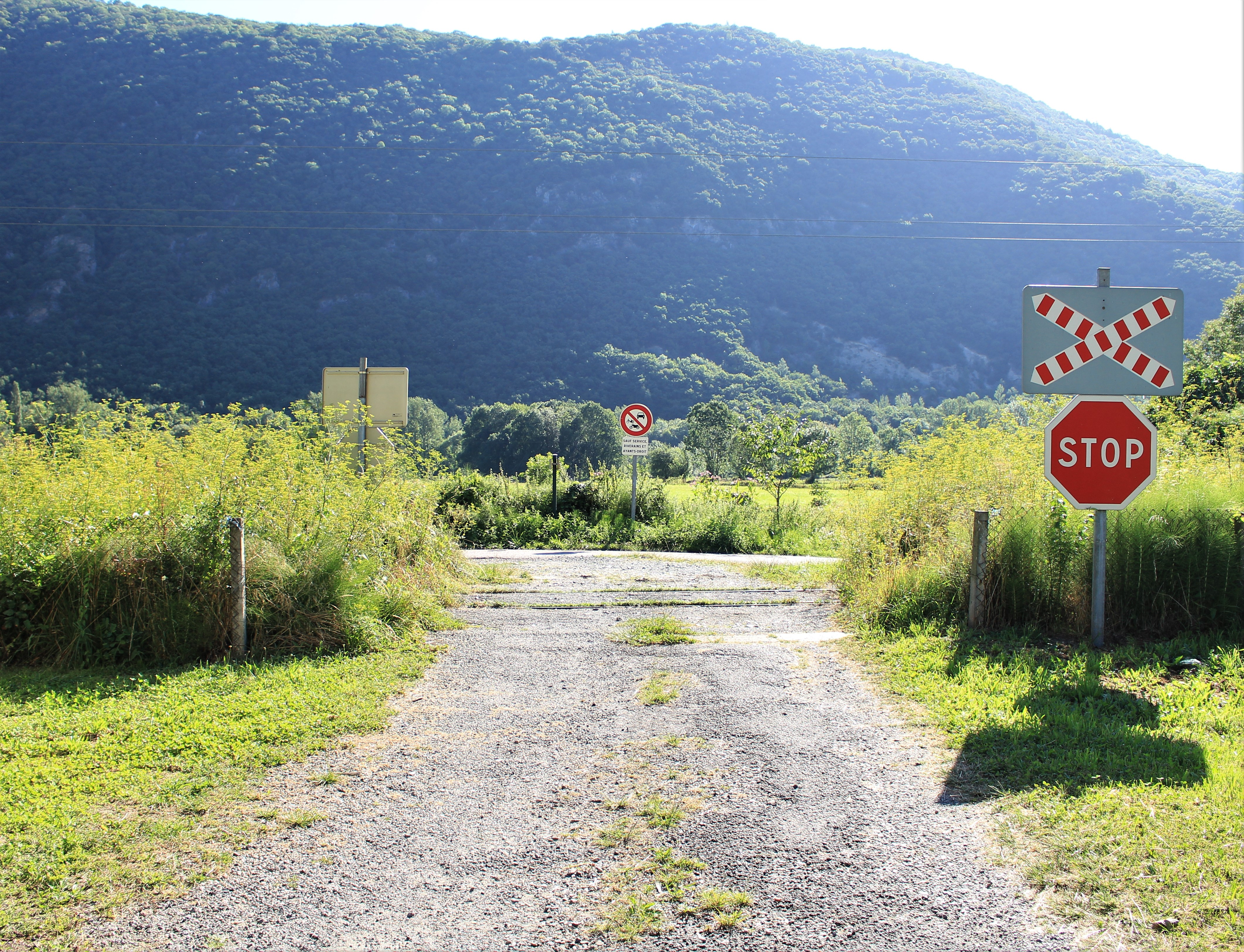
PN 11.

### Risques majeurs
Le territoire de la commune de Bertren est vulnérable à différents aléas naturels : météorologiques (tempête, orage, neige, grand froid, canicule ou sécheresse), inondations, feux de forêts, mouvements de terrains et séisme (sismicité modérée). Il est également exposé à un risque technologique,  le transport de matières dangereuses. Un site publié par le BRGM permet d'évaluer simplement et rapidement les risques d'un bien localisé soit par son adresse soit par le numéro de sa parcelle.

#### Risques naturels
Certaines parties du territoire communal sont susceptibles d’être affectées par le risque d’inondation par débordement de cours d'eau, notamment la Garonne. La cartographie des zones inondables en ex-Midi-Pyrénées réalisée dans le cadre du XIe Contrat de plan État-région, visant à informer les citoyens et les décideurs sur le risque d’inondation, est accessible sur le site de la DREAL Occitanie. La commune a été reconnue en état de catastrophe naturelle au titre des dommages causés par les inondations et coulées de boue survenues en 1982, 1999, 2009 et 2013,.
Bertren est exposée au risque de feu de forêt. Un plan départemental de protection des forêts contre les incendies a été approuvé par arrêté préfectoral le 21 avril 2020 pour la période 2020-2029. Le précédent couvrait la période 2007-2017. L’emploi du feu est régi par deux types de réglementations. D’abord le code forestier et l’arrêté préfectoral du 27 octobre 2014, qui réglementent l’emploi du feu à moins de 200 m des espaces naturels combustibles sur l’ensemble du département. Ensuite celle établie dans le cadre de la lutte contre la pollution de l’air, qui interdit le brûlage des déchets verts des particuliers. L’écobuage est quant à lui réglementé dans le cadre de commissions locales d’écobuage (CLE)

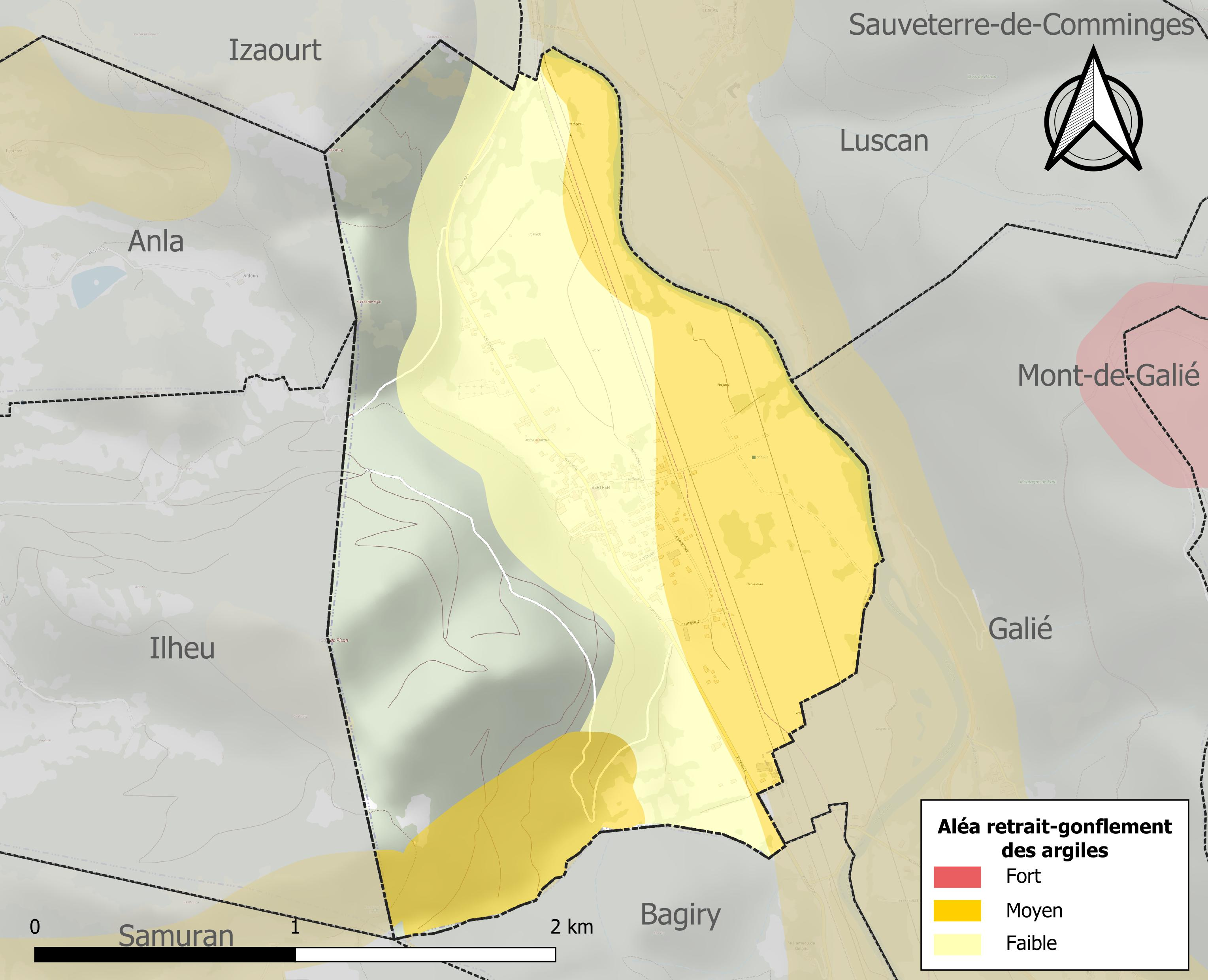
Carte des zones d'aléa retrait-gonflement des sols argileux de Bertren.

Les mouvements de terrains susceptibles de se produire sur la commune sont des tassements différentiels.
Le retrait-gonflement des sols argileux est susceptible d'engendrer des dommages importants aux bâtiments en cas d’alternance de périodes de sécheresse et de pluie. 35,8 % de la superficie communale est en aléa moyen ou fort (44,5 % au niveau départemental et 48,5 % au niveau national). Sur les 117 bâtiments dénombrés sur la commune en 2019, 18 sont en aléa moyen ou fort, soit 15 %, à comparer aux 75 % au niveau départemental et 54 % au niveau national. Une cartographie de l'exposition du territoire national au retrait gonflement des sols argileux est disponible sur le site du BRGM,.
Par ailleurs, afin de mieux appréhender le risque d’affaissement de terrain, l'inventaire national des cavités souterraines permet de localiser celles situées sur la commune.
Concernant les mouvements de terrains, la commune a été reconnue en état de catastrophe naturelle au titre des dommages causés par des mouvements de terrain en 1999 et 2013.

#### Risque technologique
Le risque de transport de matières dangereuses sur la commune est lié à sa traversée par une ligne de chemin de fer et une canalisation de transport d'hydrocarbures. Un accident se produisant sur de telles infrastructures est susceptible d’avoir des effets graves sur les biens, les personnes ou l'environnement, selon la nature du matériau transporté. Des dispositions d’urbanisme peuvent être préconisées en conséquence.

## Toponymie

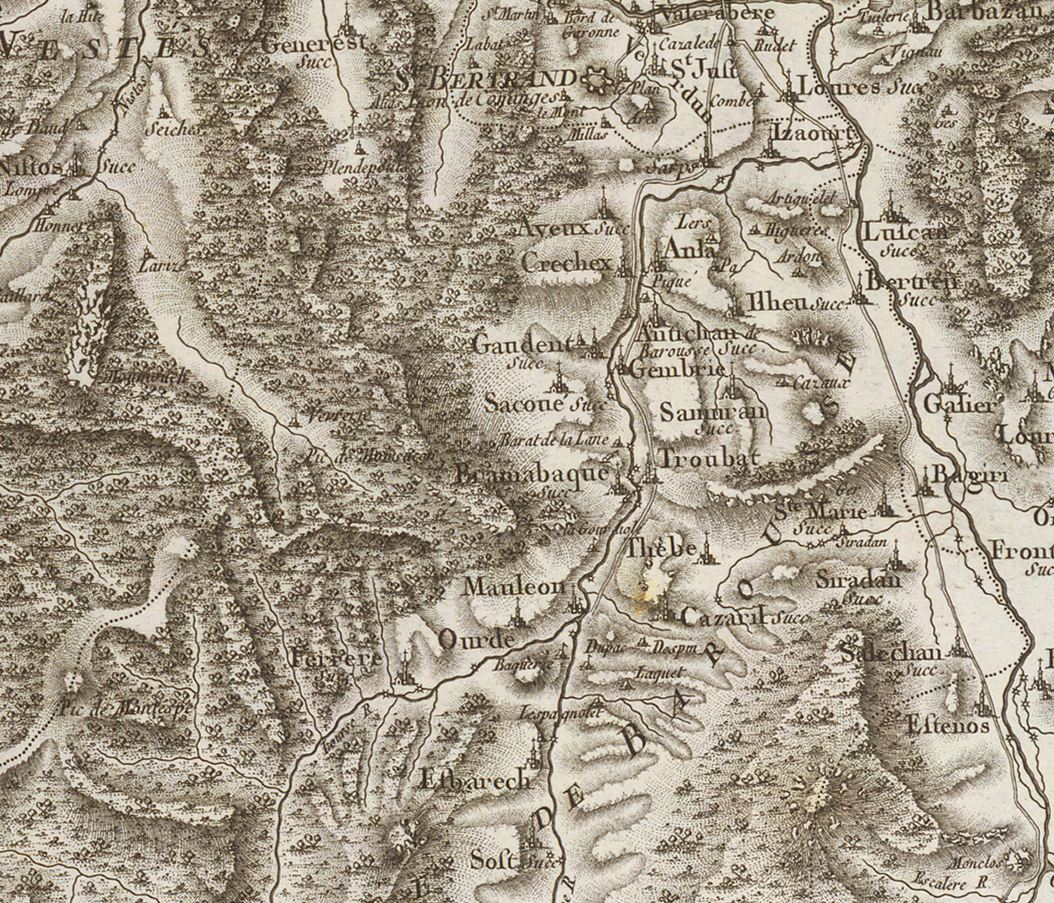
Extrait de la carte de Cassini (entre 1756 et 1789) situant Bertren au nord est de Mauléon-Barousse

On trouvera les principales informations dans le Dictionnaire toponymique des communes des Hautes-Pyrénées de Michel Grosclaude et Jean-François Le Nail qui rapporte les dénominations historiques du village :
Dénominations historiques :
- De Berennio, de Bertrennio, latin (1387, pouillé du Comminges) ;
- Bertrens, (1790, Département 1 et 2) ;
- Bertren, (fin XVIIIe siècle, carte de Cassini).

Nom occitan : Bertren.

## Histoire

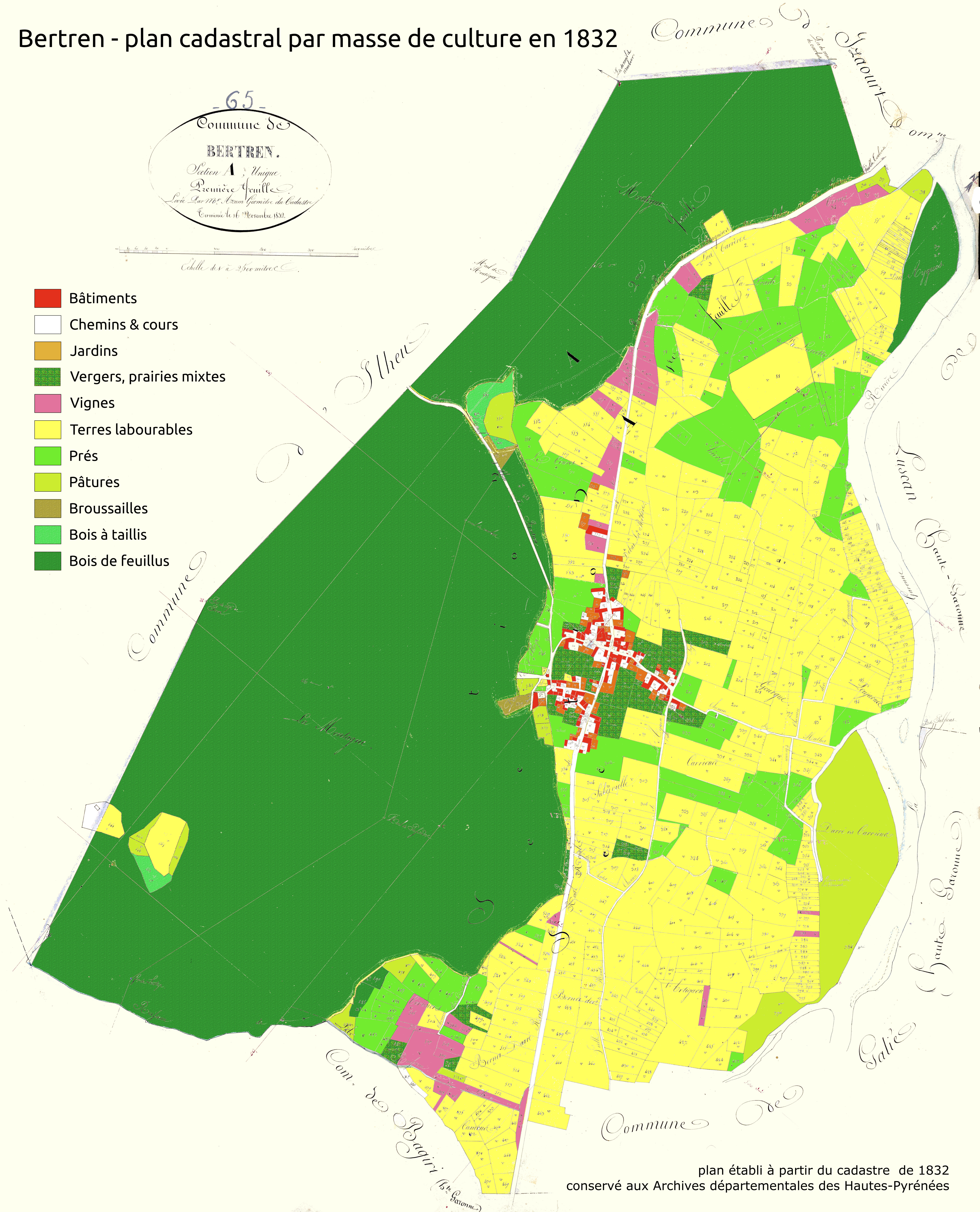
Plan de masse des cultures en 1832.

### Bertren en 1832
Le plan cadastral napoléonien de Bertren, dressé en 1832, est consultable sur le site des archives départementales des Hautes-Pyrénées.
Ce plan cadastral apporte un certain nombre d'informations sur la commune de l'époque. Toutes les habitations sont regroupées dans le village situé au centre du territoire.
Pour chaque parcelle est indiqué le type de culture pratiqué. Les terrains proches des habitations sont réservés aux jardins et à des vergers. Indiqués « P&V » ou « P&V à fruits », ces derniers sont probablement utilisés à la pâture des petits animaux (volailles, cochons, chèvres). La grande majorité des terres cultivables, jusqu'en bord de Garonne, sont des terres labourables vraisemblablement utilisées pour les céréales. Les prairies sont relativement peu nombreuses (moins d'un quart des terres cultivables). Les vignes sont présentes sur de petites surfaces des terrasses supérieures. Les pentes fortes surplombant le village et orientées vers l'est sont peu propices à la culture de la vigne, alors plus présente dans les communes voisines de Bagiry et Siradan. Cette répartition des terres indique une polyculture à dominante probablement céréalière.
Toute la partie occidentale de la commune est occupée, sur des terrains pentus, par une importante forêt communale dont les limites sont restées pratiquement inchangées jusqu'à nos jours. L'exploitation de cette forêt est particulièrement présente dans les registres de délibérations conservés aux archives départementales. Elle a toujours dû représenter une source importante de revenus pour la commune. On observe au sud-ouest une clairière sans doute exploitée à partir de fermes proches de Samuran ou d'Ilheu. Cette clairière existe encore aujourd'hui.

## Politique et administration

### Liste des maires

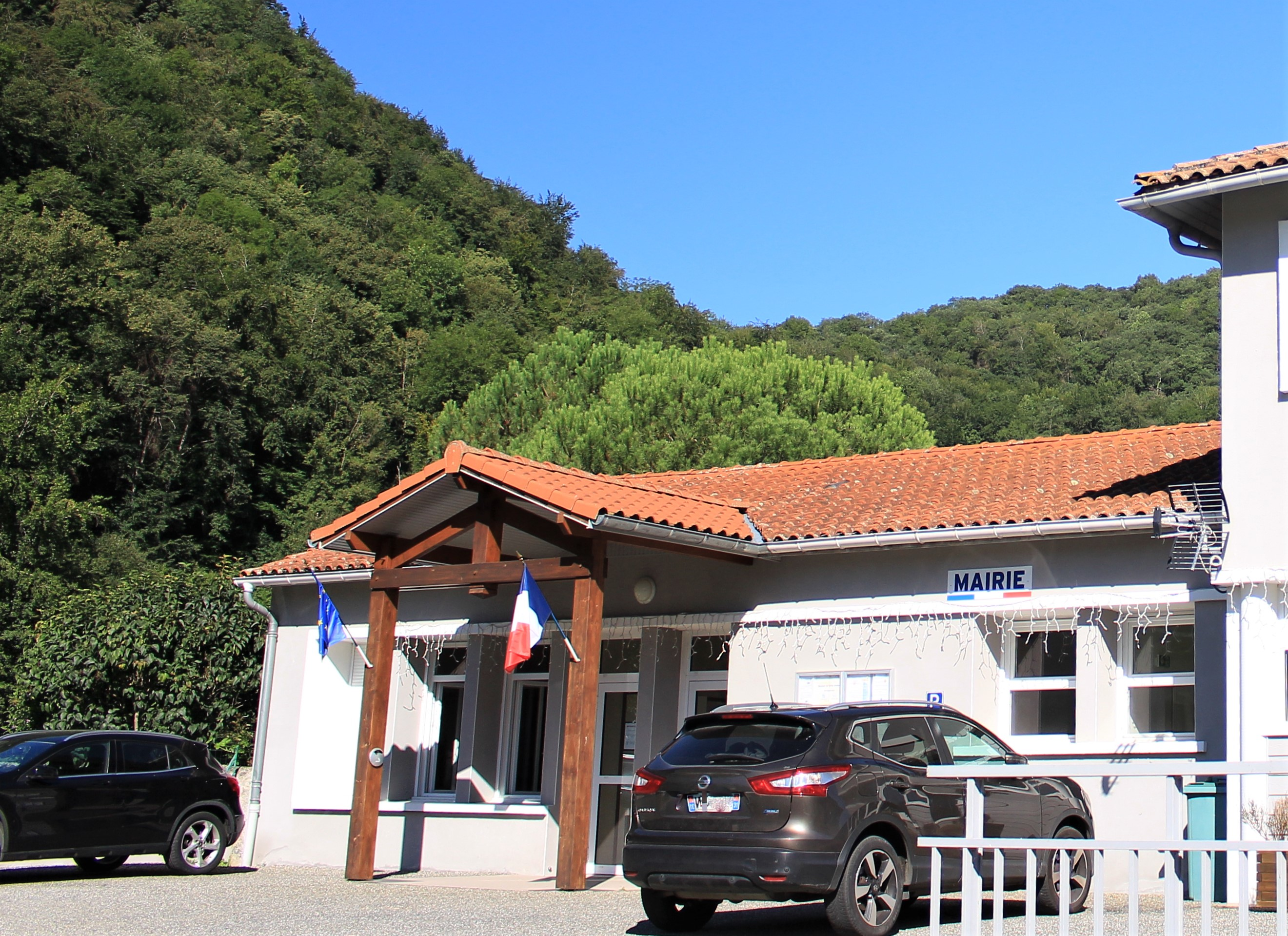
La mairie en 2023.

| Période                                  | Période  | Identité         | Étiquette | Qualité          |
| ---------------------------------------- | -------- | ---------------- | --------- | ---------------- |
| Les données manquantes sont à compléter. |          |                  |           |                  |
| mars 1989                                | 2014     | Hubert Castanier |           | Retraité         |
| mars 2014                                | En cours | Thierry Gonzalez |           | Responsable ESAT |

### Rattachements administratifs et électoraux

#### Historique administratif
Sénéchaussée d'Auch, pays des Quatre-Vallées, Vallée de la Barousse, canton de  Barousse (1801-2014).

#### Intercommunalité
Bertren appartient à la communauté de communes Neste Barousse créée en janvier 2017 et qui réunit 43 communes.

## Population et société

### Démographie

#### Évolution démographique

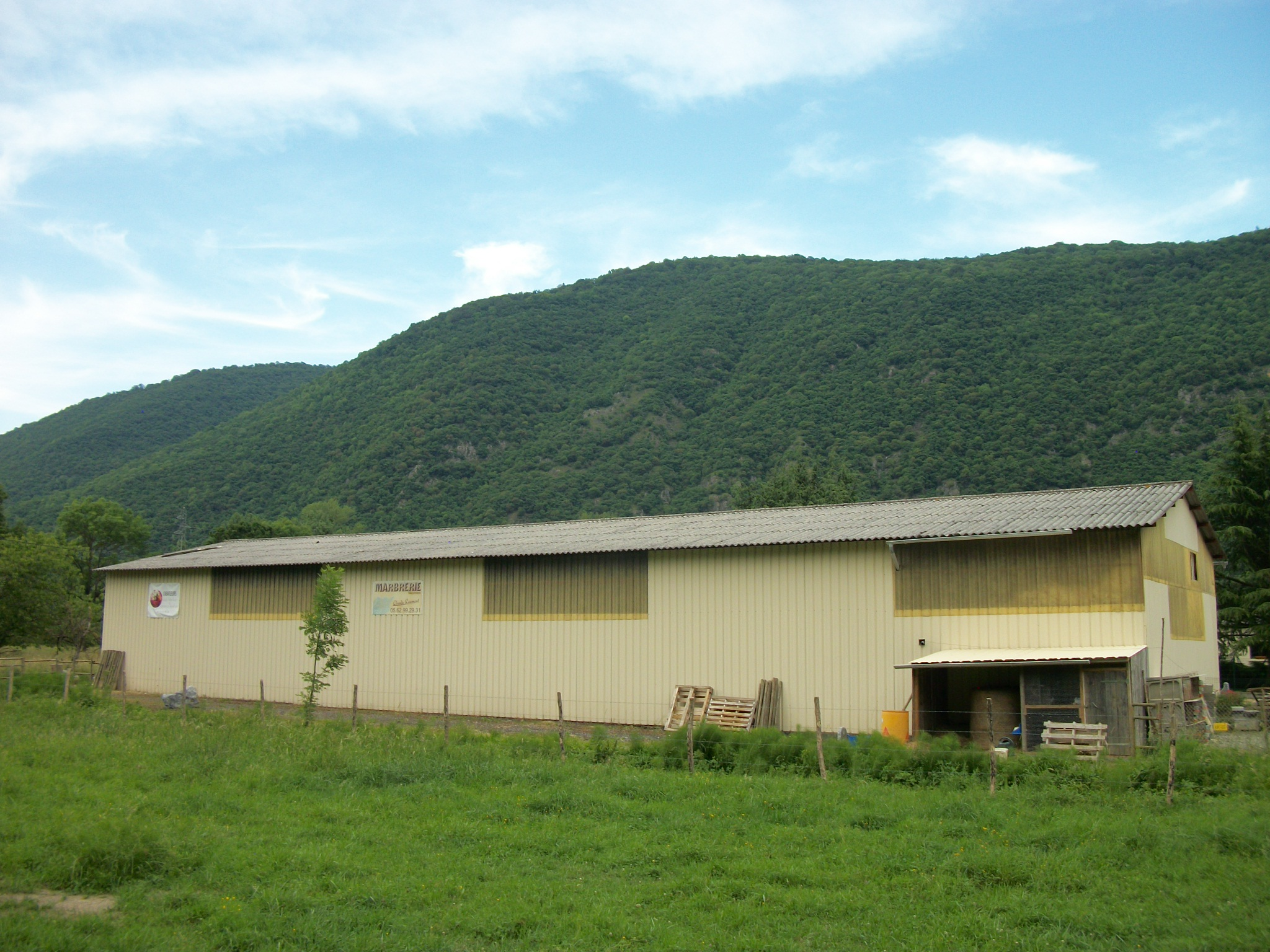
La marbrerie

L'évolution du nombre d'habitants est connue à travers les recensements de la population effectués dans la commune depuis 1793. Pour les communes de moins de 10 000 habitants, une enquête de recensement portant sur toute la population est réalisée tous les cinq ans, les populations de référence des années intermédiaires étant quant à elles estimées par interpolation ou extrapolation. Pour la commune, le premier recensement exhaustif entrant dans le cadre du nouveau dispositif a été réalisé en 2006.

En 2022, la commune comptait 155 habitants, en évolution de −10,92 % par rapport à 2016 (Hautes-Pyrénées : +1,59 %, France hors Mayotte : +2,11 %).
| 1793 | 1800 | 1806 | 1821 | 1831 | 1836 | 1841 | 1846 | 1851 |
| ---- | ---- | ---- | ---- | ---- | ---- | ---- | ---- | ---- |
| 201  | 218  | 188  | 260  | 305  | 299  | 257  | 254  | 290  |

| 1856 | 1861 | 1866 | 1872 | 1876 | 1881 | 1886 | 1891 | 1896 |
| ---- | ---- | ---- | ---- | ---- | ---- | ---- | ---- | ---- |
| 278  | 272  | 253  | 233  | 242  | 257  | 255  | 266  | 261  |

| 1901 | 1906 | 1911 | 1921 | 1926 | 1931 | 1936 | 1946 | 1954 |
| ---- | ---- | ---- | ---- | ---- | ---- | ---- | ---- | ---- |
| 241  | 217  | 212  | 204  | 205  | 228  | 226  | 211  | 227  |

| 1962 | 1968 | 1975 | 1982 | 1990 | 1999 | 2006 | 2011 | 2016 |
| ---- | ---- | ---- | ---- | ---- | ---- | ---- | ---- | ---- |
| 243  | 250  | 253  | 255  | 214  | 195  | 209  | 222  | 174  |

| 2021 | 2022 | - | - | - | - | - | - | - |
| ---- | ---- | - | - | - | - | - | - | - |
| 162  | 155  | - | - | - | - | - | - | - |

| selon la population municipale des années : | 1968 | 1975 | 1982 | 1990 | 1999 | 2006 | 2009 | 2013 |
| Rang de la commune dans le département      | 121  | 106  | 141  | 158  | 189  | 181  | 182  | 176  |
| Nombre de communes du département           | 479  | 473  | 473  | 474  | 474  | 474  | 474  | 474  |

### Enseignement
La commune dépend de l'académie de Toulouse. Elle ne dispose plus d'école en 2016.

## Économie

### Revenus
En 2018, la commune compte 71 ménages fiscaux, regroupant 159 personnes. La médiane du revenu disponible par unité de consommation est de 20 130 € (20 420 € dans le département).

### Emploi
|                | 2008  | 2013  | 2018  |
| -------------- | ----- | ----- | ----- |
| Commune        | 8,1 % | 6,3 % | 6,3 % |
| Département    | 7,7 % | 9,4 % | 9,8 % |
| France entière | 8,3 % | 10 %  | 10 %  |

En 2018, la population âgée de 15 à 64 ans s'élève à 96 personnes, parmi lesquelles on compte 74,7 % d'actifs (68,4 % ayant un emploi et 6,3 % de chômeurs) et 25,3 % d'inactifs,. En  2018, le taux de chômage communal (au sens du recensement) des 15-64 ans est inférieur à celui de la France et département, alors qu'en 2008 il était supérieur à celui du département et inférieur à celui de la France.
La commune est hors attraction des villes,. Elle compte 21 emplois en 2018, contre 49 en 2013 et 63 en 2008. Le nombre d'actifs ayant un emploi résidant dans la commune est de 68, soit un indicateur de concentration d'emploi de 30,4 % et un taux d'activité parmi les 15 ans ou plus de 48,3 %.
Sur ces 68 actifs de 15 ans ou plus ayant un emploi, 11 travaillent dans la commune, soit 16 % des habitants. Pour se rendre au travail, 88,1 % des habitants utilisent un véhicule personnel ou de fonction à quatre roues, 1,5 % les transports en commun, 1,5 % s'y rendent en deux-roues, à vélo ou à pied et 9 % n'ont pas besoin de transport (travail au domicile).

### Activités
L'économie du village est basée en grande partie sur l'agriculture. Une marbrerie, un maçon, un garage automobile et un plombier sont présents.

## Culture locale et patrimoine

### Lieux et monuments
- Église Saint-Jean l'Évangéliste  fête votive en fin décembre toujours après Noël. Le saint patron est saint Jean l'Évangéliste dont la statue se trouve dans la grande niche au-dessus de l'autel à gauche de la croix. Le Christ lui désigne sa mère Marie située à Sa droite. Avant de mourir crucifié Jésus dit à sa mère "Femme voici ton fils" et à son apôtre préféré Jean "Voici ta mère". Jean 19:26-27.
- Statue du Sacré-Cœur de Jésus. Autrefois étaient organisées des processions allant de l'église à la statue du Sacré-Cœur[49].
- Monument avec une croix en fer placé sur le bord de la route principale traversant le village.
- Un monolithe.
- Le boulodrome.
- Monument aux morts.

Sélection de vues diverses
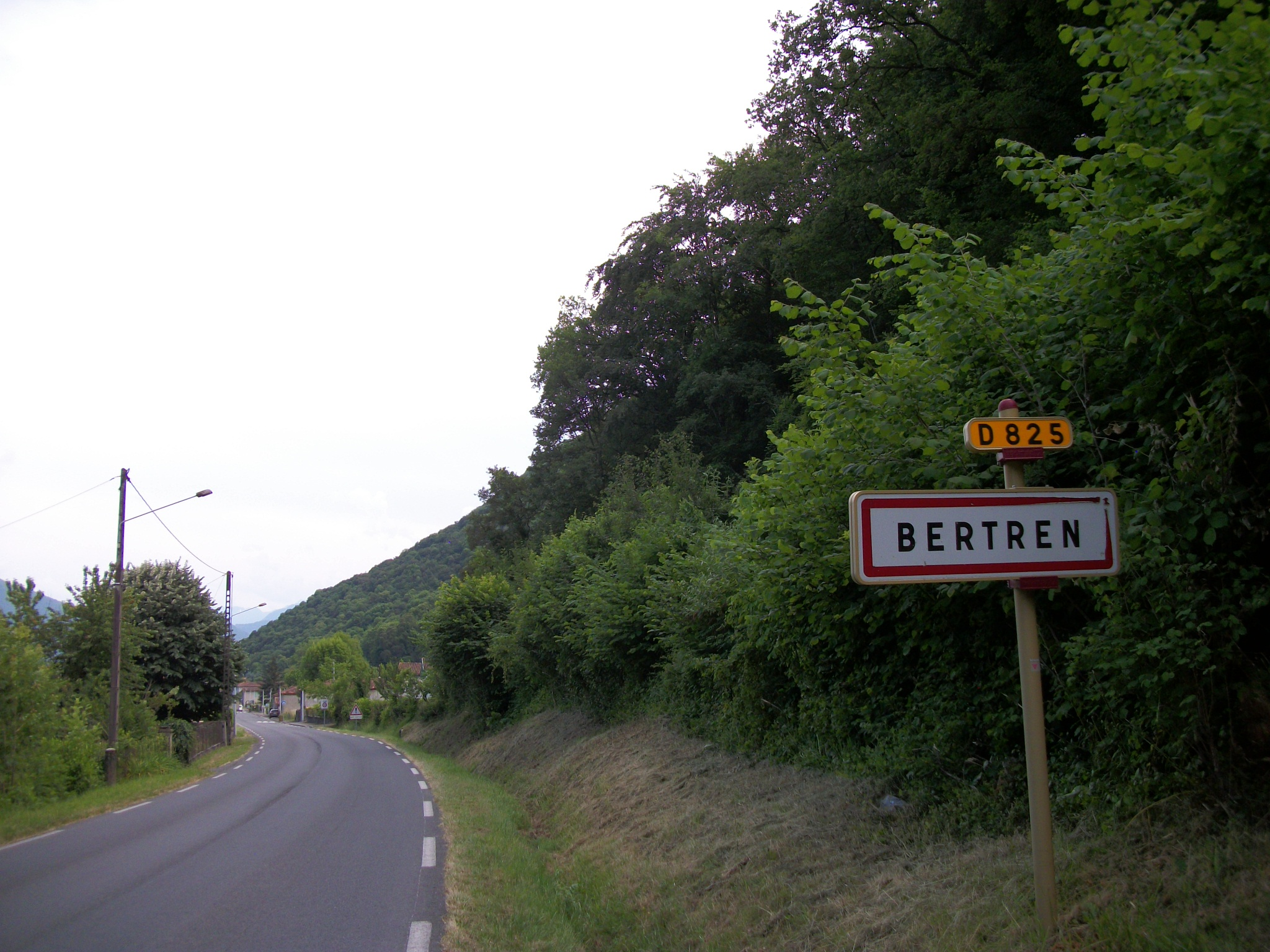
L'entrée du village en venant d'Izaourt.
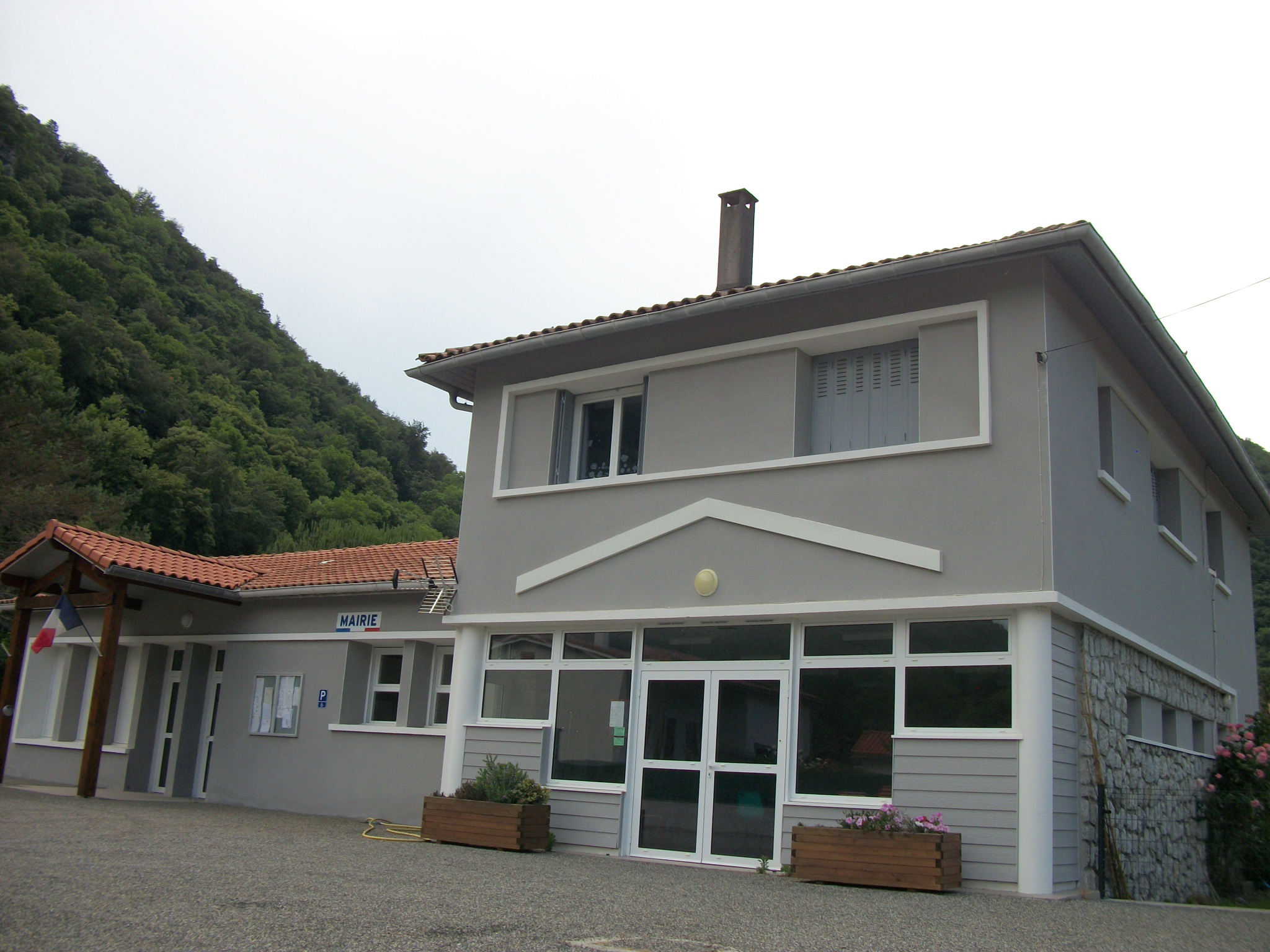
La mairie.
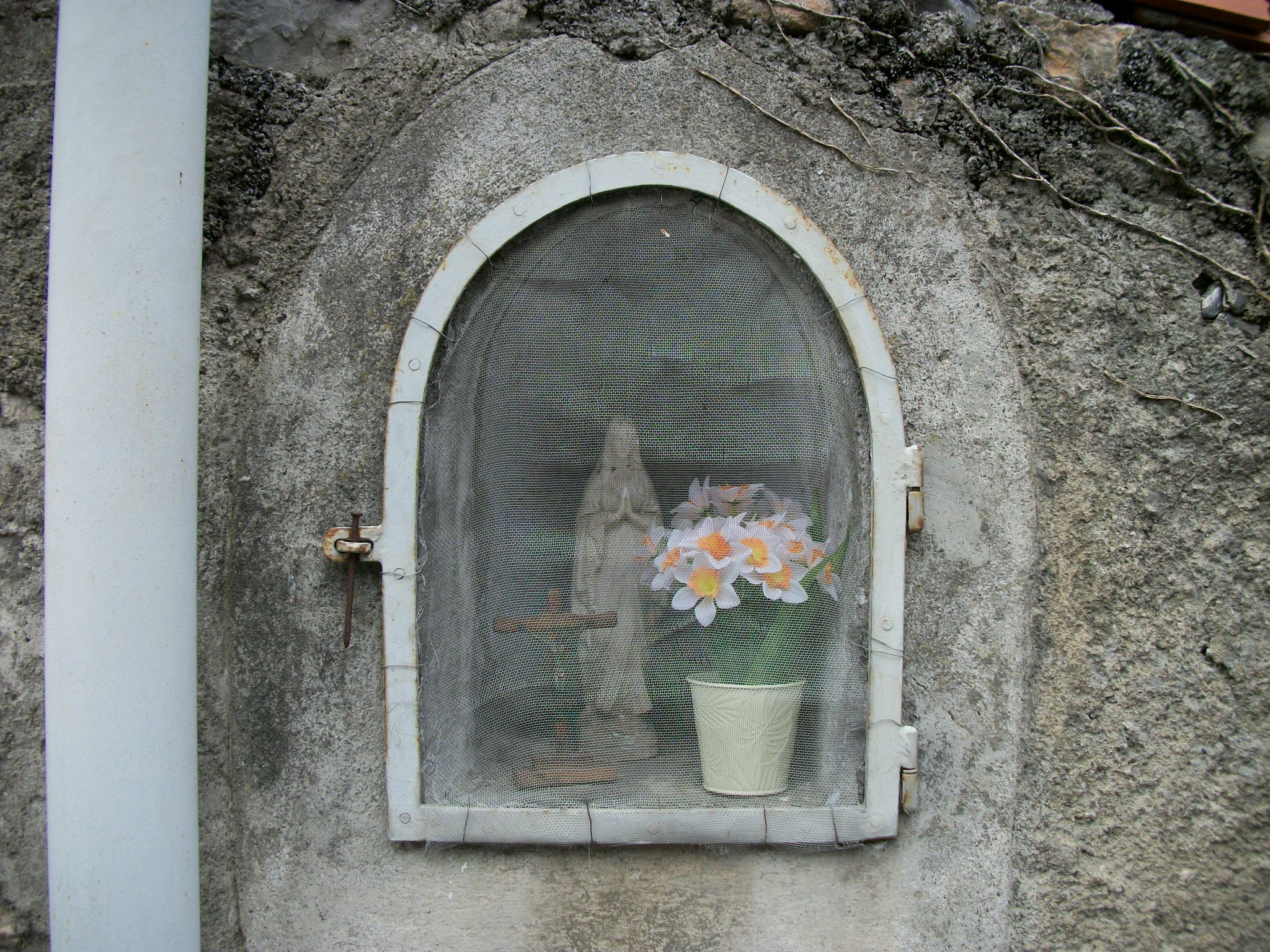
Oratoire de Notre-Dame de Lourdes et de Jésus-Christ.
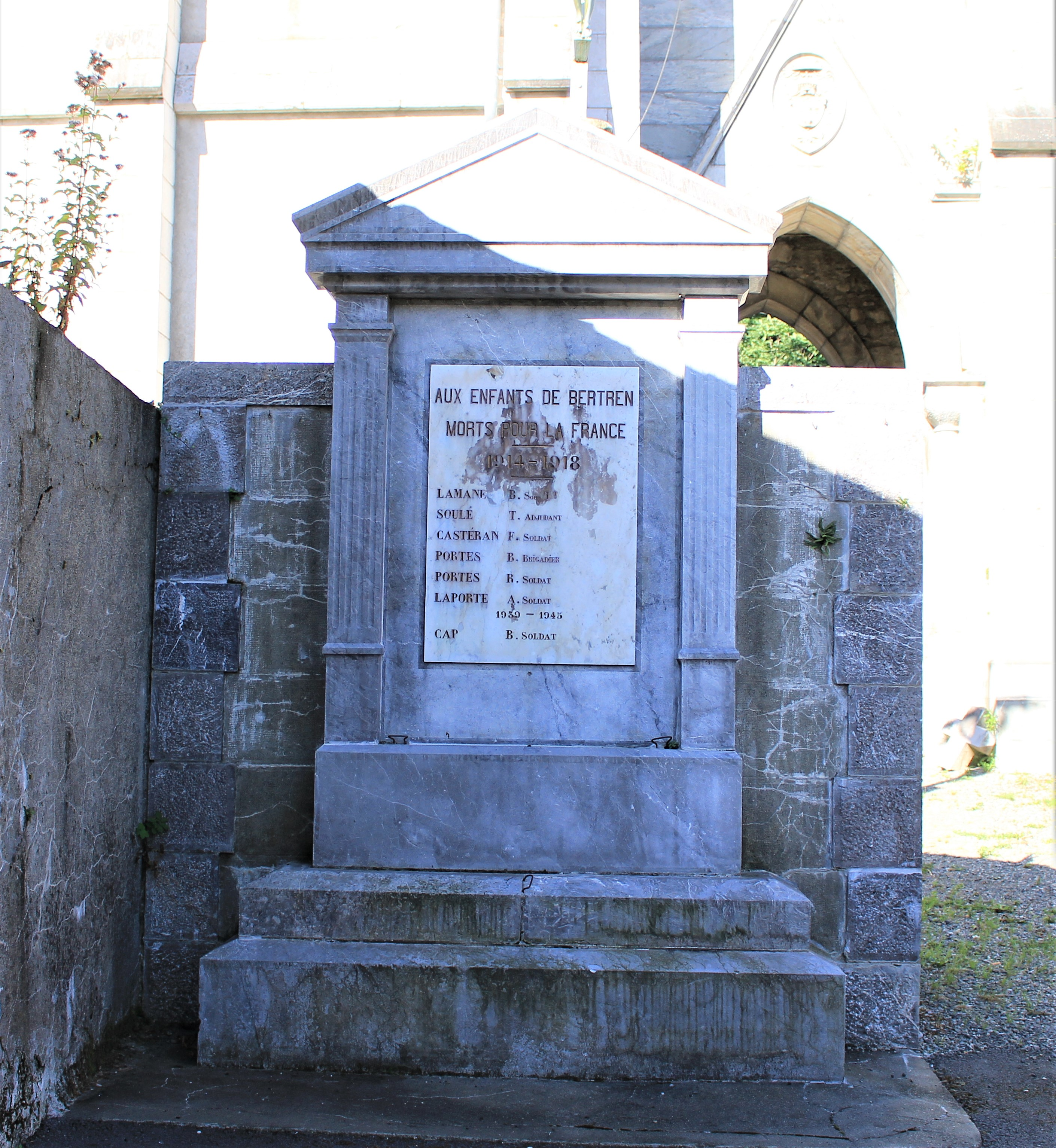
Le monument aux morts.
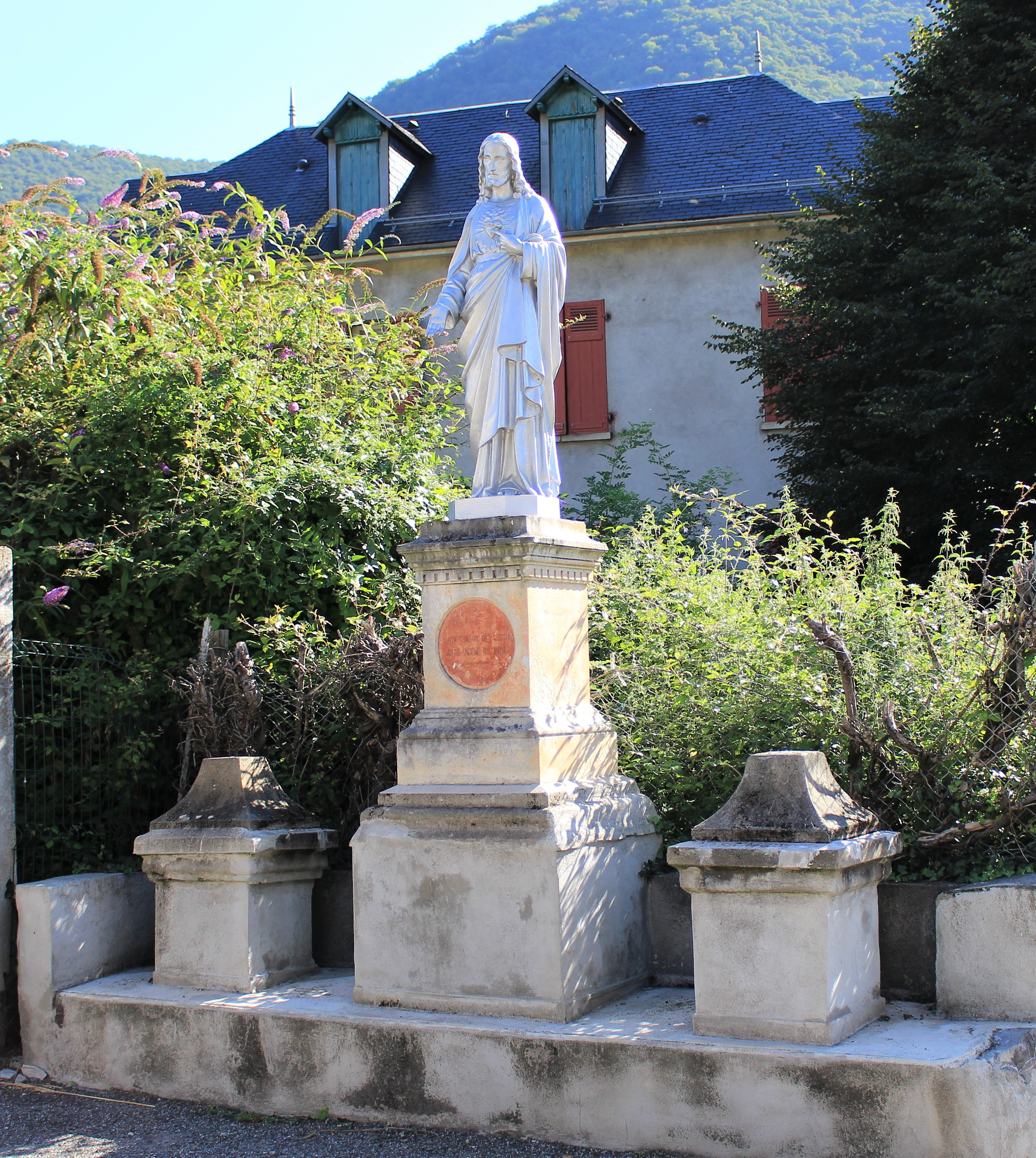
Une statue.

### Personnalités liées à la commune
- Prosper-Marie Billère, né à Bertren 10 août 1817, évêque de Tarbes et Lourdes, mort à Lourdes en 1899.

### Héraldique
| Blason | Blasonnement : D'azur à la Vierge Marie couronnée d'or sur un mont de sinople chargé de 2 burelles ondées d'argent et de trois poissons d'or brochant, 2 et 1, ceux du chef affrontés ; au chef de gueules chargé d'une croix tréflée adextrée d'une mitre posée en bande et senestrée d'une tête de crosse contournée posée en barre, le tout d'or. Commentaires : Blason vérifié auprès de la commune. Ce blason a été créé dans les années 1990 sur proposition des Archives Départementales, il n'y en avait jamais eu. On peut noter que Bertren a choisi des symboles religieux en reprenant le blason de l'évêque Prosper Billère sculpté sur le mur est de l'église pour symboliser une commune laïque, proposition qui a été acceptée officiellement. |